# Shiragaia
Shiragaia taeguensis es una especie de araña araneomorfa de la familia Gnaphosidae. Es la única especie del género monotípico Shiragaia.  

## Distribución
Es originaria de  Corea del Sur.